# فرودگاه روآن
فرودگاه روآن (به فرانسوی: Aéroport de Rouen) یک فرودگاه همگانی با کد یاتا URO است که یک باند فرود آسفالت دارد و طول باند آن ۱۷۰۰ متر است. این فرودگاه در شهر روان (فرانسه) کشور فرانسه قرار دارد و در ارتفاع ۱۵۶ متری از سطح دریا واقع شده است.